# Metaplatybunus petrophilus
Metaplatybunus petrophilus is een hooiwagen uit de familie echte hooiwagens (Phalangiidae).